# Массіміліано Ґалло
Массіміліано Ґалло (італ. Massimiliano Gallo; нар. 19 червня 1968, Неаполь, Італія) — італійський актор кіно, телебачення та театру.

## Життєпис
Массіміліано Ґалло народився 19 червня 1968 року в Неаполі. Його батько — Нунцій Ґалло, був відомим співаком, мати — мати Б'янка Марія Варріале, була акторкою театру та кіно, згодом стала власницею картинної галереї. У нього є старший брат  Джанфранко Ґалло, який також є актором. Дебютував у театрі в п'ять років, а у десять років вже був головним героєм декількох дитячих телесеріалів на «Rai Uno». У 2008 році дебютував у кіно.

## Особисте життя
Массіміліано Ґалло був одружений з Анною Ґалло, у шлюбі з якою народилася дочка Джулія. Деякий час перебував у стосунках з італо-бразильською моделлю й акторкою Шаланою Сантана.

## Вибрана фільмографія
| Рік  |    | Українська назва             | Оригінальна назва              | Роль                              |
| ---- | -- | ---------------------------- | ------------------------------ | --------------------------------- |
| 2021 | ф  | Велика тиша                  | Il silenzio grande             | Валеріо Примич                    |
| 2021 | ф  | Рука Бога                    | È stata la mano di Dio         | Франко                            |
| 2020 | ф  | Гості на віллі               | Villetta con ospiti            | комісар Панті                     |
| 2020 | ф  | 7 годин, щоб ти закохався    | 7 ore per farti innamorare     | Альфонсо                          |
| 2020 | ф  | Невірні                      | Gli infedeli                   | Массіміліано Зордіні              |
| 2019 | ф  | Мер району Саніта            | Il sindaco del rione Sanità    | Артуро Сантаньєлло                |
| 2019 | ф  | Піноккіо                     | Pinocchio                      | доктор Крук / директор цирку      |
| 2018 | ф  | Бездумне життя               | Una vita spericolata           | капітан Ґреппі                    |
| 2017 | с  | Сирени                       | Sirene                         | Кармін Ґарджуло                   |
| 2017 | ф  | Отрута                       | Veleno                         | Козімо Кардано                    |
| 2017 | мф | Кішка-Попелюшка              | Gatta Cenerentola              | Сальваторе Ло Джусто              |
| 2017 | ф  | Перукар                      | La parrucchiera                | Сальваторе                        |
| 2016 | ф  | Хвиля за хвилею              | Onda su onda                   | Де Лоренцо                        |
| 2016 | с  | Молодий Папа                 | The Young Pope                 | капітан Беччі                     |
| 2015 | ф  | Баббо Натале не з Півночі    | Babbo Natale non viene da Nord | лікар                             |
| 2015 | ф  | Побічні ефекти               | Effetti indesiderati           | Чіро Ла Веккья                    |
| 2015 | ф  | Заради вас                   | Per amor vostro                | Луїджі Скальйоне                  |
| 2015 | с  | Велика родина                | Una grande famiglia            | Доменіко Сальсано                 |
| 2015 | ф  | Я і вона                     | Io e lei                       | Стефано                           |
| 2014 | с  | Заради любові до мого народу | Per amore del mio popolo       | Антоніо Еспозіто                  |
| 2014 | с  | Руки всередині міста         | Le mani dentro la città        | агент Ґабріеле Ерколані «Везувіо» |
| 2013 | ф  | Святий                       | La santa                       | Августин                          |
| 2013 | с  | Клан Каморра                 | Il clan dei camorristi         | Антоніо Весія                     |
| 2012 | с  | Генерал розбійників          | Il generale dei briganti       | Джасінто Альбіні                  |
| 2012 | ф  | Чудова присутність           | Magnifica presenza             | Доктор Кукурулло                  |
| 2011 | ф  | Історії моцарели             | Mozzarella Stories             | Анджело Татанджело                |
| 2011 | с  | Таємниця води                | Il segreto dell'acqua          | Романо Ґрульо                     |
| 2011 | ф  | Криптоніт у торбинці         | La kryptonite nella borsa      | Артуро                            |
| 2010 | ф  | Холості постріли             | Mine Vaganti                   | Сальваторе                        |
| 2008 | ф  | Без проблем                  | No problem                     | Сальваторе, племінник             |
| 2005 | с  | Кефалонія                    | Cefalonia                      | Лактанцій                         |